# Diàlisi renal

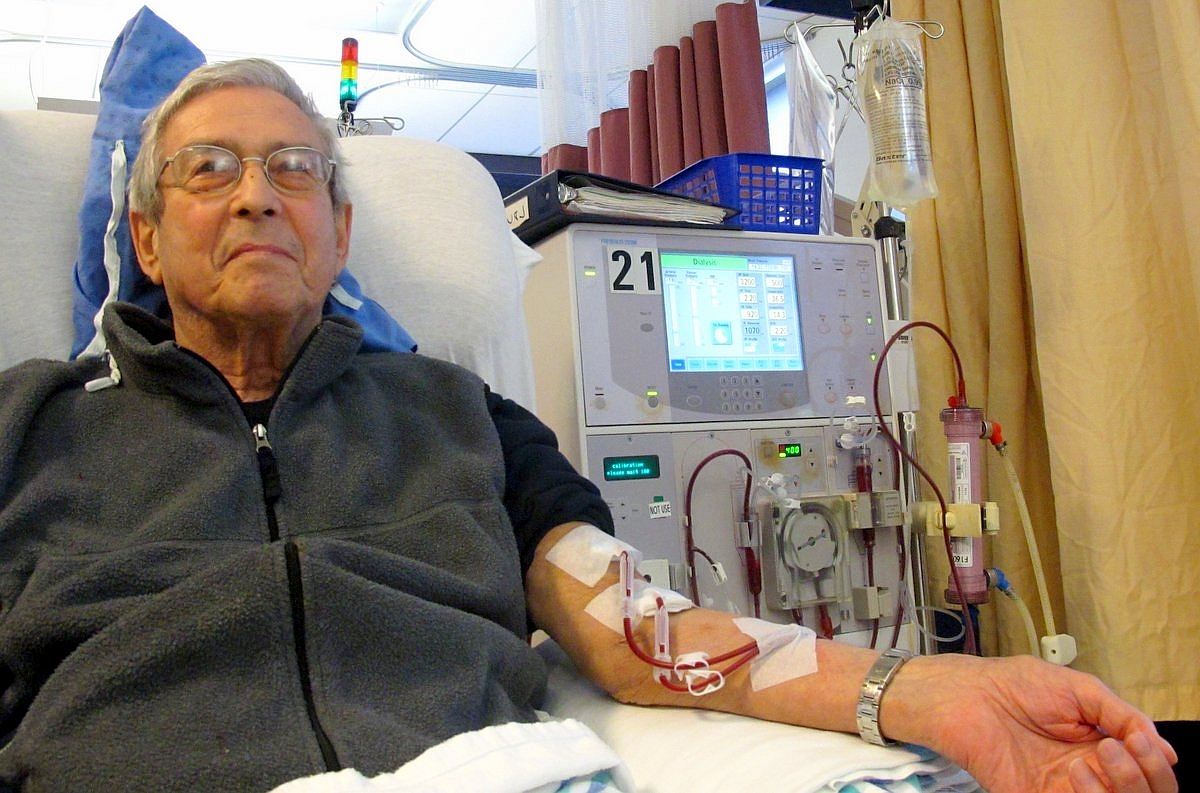
Pacient rebent un tractament de diàlisi renal.

En medicina, la diàlisi renal és un tipus de teràpia de reemplaçament renal usada per a proporcionar un reemplaçament artificial per a la funció perduda del ronyó a causa d'una insuficiència renal. És un tractament de suport vital i no tracta cap de les malalties del ronyó. La diàlisi pot ser usada per a pacients molt malalts que han perdut sobtadament la seva funció renal (insuficiència renal aguda) o per a pacients absolutament estables que han perdut permanentment la seva funció renal (malaltia renal en estat terminal).
Quan són sans, els ronyons eliminen els productes de rebuig de la sang (per exemple potassi, àcid, i urea) i també lleven excés de líquid en forma d'orina. Els tractaments de diàlisi han de substituir ambdues funcions: l'eliminació de substàncies de rebuig (amb diàlisi) i l'eliminació de líquid (amb ultrafiltració).

## Història
La història de la diàlisi data d'un avanç continu des de fa molts anys. Les primeres persones que van implementar un ronyó artificial van ser Leonard Rowntree i John Abel el 1913 a Baltimore. Eren enginyers mèdics del Canadà. Aquesta tecnologia només es va provar en animals i no es va desenvolupar més malauradament.
30 anys després, en el context de la Segona Guerra Mundial a Holanda, Willem Johan Koff va construir la primera màquina que tractava els humans amb malalties renals. Com que el país estava ocupat pels nazis, els recursos que tenien eren molt limitats i aquesta màquina es va construir des de zero. Aquest home va aconseguir elaborar-lo amb llaunes, taps de salsitxes com a membranes i una rentadora. El va construir per necessitat i va aconseguir tractar diverses persones.
Una de les primeres màquines que es van implementar per a la diàlisi va ser el dialitzador de bobina que consisteix en un tambor amb una membrana enrotllada, per on circula la sang. El dialitzat flueix a través d'aquest tambor i arrasa les impureses.

## Principi de funcionament
Bàsicament, la diàlisi es basa en el principi de difusió, on algunes espècies químiques es difonen d'un líquid a un altre (dialitzat) a través d'una membrana.
La diàlisi és una tècnica de separació entre soluts com a resultat de la diferència en les taxes de difusió. Es realitza a través d'una membrana on es té en compte la diferència de mida molecular i la diferència de solubilitat. Per tant, el seu principi és el transport per difusió del solut, on la resistència de la membrana augmenta amb l'augment del pes molecular.
La diàlisi requereix que la membrana separi els dos líquids, la solució d'alimentació o també anomenat dialitzat conté el solut que s'ha de separar i flueix per un costat de la membrana. El solvent a l'altre.

## Tipus
Principalment:
- Hemodiàlisi
- Diàlisi peritoneal

Hi ha tres tipus de diàlisis primàries i secundàries; hemodiàlisi (primari), diàlisi peritoneal (primari), hemo filtració (primari, hemodiafiltració (secundari) i diàlisi intestinal (secundari).
L'hemodiàlisi és el procés que apliquem al ronyó artificial quan tenim una mala funció del ronyó. L'objectiu d'aquesta tècnica és eliminar alguns compostos específics que són nocius de la sang. Això es fa traient la sang del cos, passant-la per aquesta membrana de diàlisi, on s'eliminen aquestes espècies específiques per finalment retornar-la al cos.
Per poder fer-ho adequadament és necessari mantenir un gradient de concentració que doni una certa velocitat de transport significativa, això s'aconsegueix posant al costat permeat de la membrana una fase receptora on tots els compostos presents en la sang estan molt diluïts. Així doncs, aquesta fase receptora és el dialitzat. En el dialitzat és on van a parar la urea i la creatinina eliminades de la sang. El transport del solut es realitza a través d'una membrana de diàlisi semipermeable. La concentració plasmàtica d'urea i creatinina és elevada en la sang d'un pacient d'hemodiàlisi, donant lloc a un moviment difusiu per gradients de concentració de la sang cap al dialitzat (fase receptora).
Les principals raons de què sigui necessari tenir un dialitzat que conté molts components dissolts són les tres següents:
- La fase de recepció (dialitzat) té present concentracions de certs compostos que volem conservar en la sang. Aquest és el cas de la glucosa. Si hi ha una diferència de concentració entre els dos costats de la membrana s'estableix transport màssic. Així doncs, la sang conté moltes espècies com el sodi i si utilitzem aigua neta (sense la presència de sodi), aquest ió s'eliminarà de la sang. Per tant, la fase receptora ha de tenir certa concentració de sodi i de glucosa (compostos que no volem eliminar de la sang) perquè no hi hagi una transferència de massa en el procés de l'hemodiàlisi.
- El dialitzat també conté espècies que volem afegir a la sang, com és el cas del HCO₃-. (Compost en presencia molt baixa als pacients que pateixen insuficiència renal).
- L'última raó és que alguns dels compostos afegits en la fase receptora tenen com a funció ajustar la pressió osmòtica per evitar el transport d'aigua per osmosi cap a la sang.

## Aplicacions
Actualment, aquesta tecnologia s'utilitza poc a nivell industrial. Tot i així, s'utilitza per la recuperació d'algunes espècies en casos particulars.
La diàlisi s'utilitza per processos a baixa temperatura, de manera que és molt adequat per tractar algun tipus d'aliment o productes farmacèutics.
Exemples:
- Recuperació de l'hidròxid de sodi (sector tèxtil).
- Eliminació d'alcohol per fer cervesa sense alcohol (industria alimentaria).
- Eliminació de sals i compostos de baix pes molecular de solucions de macromolècules (indústria farmacèutica).
- Control d'espècies químiques dins d'un reactor (sector químic).
- Purificació de productes biotecnològics (sector biotecnològic).

L'aplicació més coneguda actualment es l'eliminació de compostos nocius i addició de compostos benèvols a la sang (Hemodiàlisi).